# (35449) 1998 CR3
1998 CR3 (asteroide 35449) é um asteroide da cintura principal. Possui uma excentricidade de 0.13649430 e uma inclinação de 0.54462º.
Este asteroide foi descoberto no dia 6 de fevereiro de 1998 por Eric Walter Elst em La Silla.